# Poets and Madmen
A Poets and Madmen az amerikai Savatage utolsó nagylemeze, mely 2001-ben jelent meg. Ismét egy koncepcióalbum született, azaz a lemezen hallható dalok egy történetet mesélnek el. A történet ezennel Kevin Carter fotóriporter, újságíró személyét állítja a középpontba. Ez az egyetlen Savatage album, melynek nincsen címadó dala. Az album minden dalát Jon Oliva énekelte fel, mivel Zachary Stevens ekkoriban már nem volt a zenekar tagja. Olivának 1991 óta ez volt az első olyan albuma, melyet egymaga énekelt fel. A lemez érdekessége, hogy a dalok gitárszólóinak többségét Chris Caffery játszotta fel, mivel Al Pitrelli a stúdiózás közben távozott, hogy a Megadeth tagja legyen. Annyi ideje még maradt, hogy részt vegyen a Stay With Me A While, Morphine Child, a The Rumor és a Commissar című dalok felvételében."
Az USA kiadásra felkerült egy Shotgun Innocence című bónuszdal is, mely az Edge of Thorns album idején született.
A lemez borítóját az az Edgar Jerins festette, aki korábban a Dead Winter Dead és a The Wake of Magellan album borítóit készítette el.
Az albumon minimálisra csökkentették az előző albumokon hallható epikus/szimfonikus megoldásokat. Az anyag a korai évek lemezeit idéző power metal dalokat tartalmazott, a 2001-es évnek megfelelő hangzással. A lemez nagyrészt pozitív kritikákban részesült, azonban voltak, elmarasztaló  megjegyzések is, például a német Rockhard magazin részéről.

## Történet
|  | Alább a cselekmény részletei következnek! |

Egy késő nyári este három városi tinédzser elhatározta, hogy betörnek egy nagy gótikus kastélyszerű épületbe. Az építményt egy újságban fedezték fel maguknak, mely mindössze 40 mérföldre volt tőlük. Az épület egy időben Pszichiátriai Intézetként is funkcionált. A három tinédzsert annyira elvarázsolta az ódon épület, hogy szombat este beszálltak egy régi Dodge autóba és útnak indultak. Bár tudták, hogy merre van az épület mégis nehezen találták meg. A kastélyt egy hatalmas kerítés zárta el a külvilágtól. Az autót vezető fiú azonban hirtelen egy torony tetejét látta körvonalazódni az égbolton. Lehúzta a kocsit az út szélére, majd megpillantották a kerítést. Gyorsan átmásztak rajta, majd megpillantották a hold által megvilágított kastélyt. Egy törött pinceablakon keresztül jutottak be az épületbe. Daryl volt közülük a legidősebb, így ő ment előre. Őt a legfiatalabb Tommy követte, majd Joey, aki kitámasztotta az ablakot, hogy gyorsan el tudjanak menekülni, ha arra kerülne sor. Ezt követően mindhárman megindultak az épület belseje felé.
Hosszú folyosókon bolyongtak, melyeket rozsdás iratszekrények szegélyeztek. Az első két emeleten lévő ajtók nem vezettek sehova, így a harmadik emelet felé vették az irányt. Itt azonban egy hatalmas szobára bukkantak. A szobának gyönyörű boltíves mennyezete volt, a Tiffany-üvegeken bevilágító hold pedig árnyakat vetített a szemük elé. A három tinédzser szótlanul gyönyörködött a látványban. Egy kis idő elteltével megindultak az erkély felé, azonban Tommy valamiben megbotlott. A homályban nem látták, hogy mi okozta a botlást. Daryl cigarettát vett elő, majd rágyújtott, hogy lássanak valamit. Daryl közben levetette a kabátját, melyben egy doboznyi cigaretta lapult. A kis fényben egy bronzszoborra figyeltek fel. Daryl odament a szobor elé, hogy beazonosítsák a tárgyat. Megpróbálta a szobor lábánál lévő feliratot elolvasni, ekkor azonban megijedt egy nem is oly távoli zajtól. Mindhárman megfordultak. Egy férfi alakot láttak elsuhanni kezében Daryl kabátjával. Annyira megijedtek, hogy moccanni sem mertek, azonban Daryl kabátjában volt a kulcsa, ezért utána eredtek.
Kirohantak arra a folyosóra, amelyiken az idegent látták elosonni. A folyosó végén egy becsukódó ajtót láttak. Mire odaértek az ajtó már zárva volt. Azonban így is beláttak a szobába. A férfi akit üldöztek némán üldögélt az ablakpárkányban, miközben az éjszakát bámulta egy meggyújtatlan cigarettaszállal a kezében. Rázták az ajtót, dörömböltek, de semmire nem mentek vele. Ugyan az ajtót néhány résnyire ki tudták feszíteni, de ez kevésnek bizonyult. Egyszer csak Daryl észrevette, hogy a résnél ott van a kabátja gondosan összehajtva, rajta a doboz cigaretta valamint a kulcs. Elvették tulajdonukat, majd mielőtt elhagyták volna a szoba bejáratát, Daryl becsúsztatta öngyújtóját a résen. A férfi várt egy darabig, majd megfordult és meggyújtotta cigarettáját. Ezt követően visszaült helyére.
Útközben Joey kérdőre vonta, Darylt, hogy miért adta oda az öngyújtóját. Miközben távoztak a szobától, egy dobozt találtak, melyben papírok voltak. Megállapították, hogy Kevin Carter ült benn a szobában. A papírokból rájöttek, hogy Carter egykoron híres Pulitzer-díjas fotós volt, aki több háborúban is készített képeket, mígnem idegösszeomlást nem kapott.
Egy fotóra bukkantak, mely egy 4 éves szudáni kislányt ábrázolt. Ezért a fotóért kapta meg Carter a Pulitzer-díjat. Daryl egy mappát talált, amely alapján világossá vált számára a történet, így elmagyarázta azt társainak is.
Szudánban éppen polgárháború és éhínség dúlt. A fotón látható kislány apját megölték a kormány katonái, pedig csak egy egyszerű farmer volt. A fotón szereplő lány anyjával és bátyjával együtt, segélyosztásra indult, amelyre otthonuktól 30 mérföldre került sor. Az út során a kislány anyja és bátyja éhen halt, a lány pedig annyira legyengült, hogy már járni is képtelen volt. Leguggolt és várta a halált, egy keselyű társaságában, aki türelmesen kivárta a lakmározás idejét. Kevin Carter ezt a pillanatot kapta lencsevégre. A fotóért hiába kapta meg az említett díjat, Kevin a történtek hatására teljesen összeomlott. Fájdalmait drogokkal próbálta enyhíteni, de többször kísérelt meg öngyilkosságot is. Barátai ekkor vitték be a pszichiátriai intézetként funkcionáló kastélyba.
Carter egyszer csak eltűnt az intézetből. Ezen a ponton a mappa véget ért.
Tanakodtak, hogy mi tévők legyenek. Egyikük felvetette, hogy hívják ki a rendőrséget, de ezt az ötletet elvetették, hiszen akkor be kellett volna ismerniük az engedély nélküli behatolást. Végül visszatették a papírokat, a mappába majd elindultak hazafelé.
Daryl még egyszer benézett a szobába mielőtt elmentek volna.
Már jóval a történtek után érkezett a hír, hogy Kevin Carter öngyilkos lett. Daryl a hír hallatán úgy döntött, hogy visszamegy a kastélyba, ahol utoljára látták a fotóst. Megállt a szoba ajtaja előtt, elmondott egy imát, majd az ajtó aljában elhelyezett egy felbontatlan cigaretta csomagot. Egy év múlva ismét meglátogatta a helyet. A cigarettás doboz ugyanott volt, ahol egy éve hagyta, de egy darab szál hiányzott belőle. Azóta Daryl évenként új dobozt rak az ajtó alá, amiből egy szál cigaretta mindig eltűnik.
|  | Itt a vége a cselekmény részletezésének! |

## Számlista
1. "Stay With Me Awhile" (Oliva/O'Neill/Caffery) – 5:06
2. "There in the Silence" (Oliva/O'Neill/Caffery) – 4:57
3. "Commissar" (Oliva/O'Neill/Caffery) – 5:36
4. "I Seek Power" (Oliva/O'Neill/Caffery) – 6:03
5. "Drive" (Oliva/O'Neill/Caffery) – 3:16
6. "Morphine Child" (Oliva/O'Neill/Caffery) – 10:12
7. "The Rumor" (Oliva/O'Neill/Caffery) – 5:16
8. "Man in the Mirror" (Oliva/O'Neill/Caffery) – 5:55
9. "Surrender" (Oliva/O'Neill) – 6:40
10. "Awaken" (Oliva/O'Neill/Caffery) – 3:23
11. "Back to a Reason" (Oliva/O'Neill) – 6:10
12. "Shotgun Innocence" (Oliva/Oliva/O'Neill) – 3:31 (USA bónusz dal)

### Limitált számú kiadás
- "Jesus Saves" (koncertfelvétel)
- handful of Rain (videóklip)

## Közreműködők
- Jon Oliva – ének, billentyűs hangszerek
- Chris Caffery – szóló és ritmusgitár
- Johnny Lee Middleton – basszusgitár
- Jeff Plate – dob

### Kisegítő zenészek
- Zachary Stevens – ének az USA kiadás bónuszdalában. (Shotgun Innocence)
- Criss Oliva – gitár az USA kiadás bónuszdalában. (Shotgun Innocence)
- Robert Kinkel – billentyűs hangszerek, vokál
- Al Pitrelli – gitár az alábbi dalokban: Stay With Me Awhile, Commissar, Morphine Child, The Rumor
- John West – háttérvokál